# Cryptantha albida
Cryptantha albida är en strävbladig växtart som först beskrevs av Carl Sigismund Kunth, och fick sitt nu gällande namn av Ivan Murray Johnston. Cryptantha albida ingår i släktet Cryptantha, och familjen strävbladiga växter. Inga underarter finns listade i Catalogue of Life.